# さらば夏の光よ
『さらば夏の光よ』（さらばなつのひかりよ）は、1976年に公開された松竹製作による日本映画。郷ひろみ主演、山根成之監督。同時上映は『青春の構図』。
遠藤周作の同名小説が原作。

## スタッフ
以下のスタッフ名は特に記載がない限りKINENOTEに従った。
- 監督 - 山根成之
- 脚本 - ジェームス三木
- 原作 - 遠藤周作 小説『さらば、夏の光よ』
- 企画 - 周防郁雄
- 製作 - 樋口清
- 撮影 - 坂本典隆
- 美術 - 森田郷平
- 音楽 - 大野雄二
- 主題歌 - ｢さらば夏の光よ｣ 唄 : 郷ひろみ[2]
- 録音 - 平松時夫
- 照明 - 津吹正
- 編集 - 富宅理一
- 助監督 - 佐光曠

## キャスト
以下の出演者名と役名は特に記載がない限りKINENOTEに従った。
- 郷ひろみ - 南条宏
- 秋吉久美子 - 戸田京子
- 川口厚 - 野呂文平
- 仲谷昇 - 藤倉英一郎
- 一氏ゆかり - 藤倉ゆかり
- 林ゆたか - 黒岩
- 進千賀子 - 看護婦
- 愛みどり - 由美子
- 佐藤美恵子 - 娘
- 岡崎徹 - 平岡
- 小田草之助 - 運転手
- 五十嵐恵美子 - 藤倉夫人
- 加藤和夫[5]

## 製作

### 製作発表会見
1976年2月10日、赤坂プリンスホテルで製作発表会見があり、郷ひろみ、秋吉久美子、山根成之監督の3人が出席。話題は郷の本格的映画出演と、郷と秋吉のラブシーンがあること、郷が長髪をバッサリ切るとマスメディアに公表されたことで、これを知った郷の親衛隊が「ハンターイ」のスローガンを掲げて騒ぎになっていたことで、これに山根監督が「ベッドシーンがあるわけでもなく、二人は結局、別れるのだから、ファンの顰蹙を買うとは思わない」などと言っていいことだったのか分からない発言を行った。郷は「カツラを付ける中途半端なことが嫌いなので髪を切るだけ」などと話した。会見後、赤プリの表に出て郷の断髪式が行われ、山根監督が郷の髪にハサミを入れた。

## 受賞歴
- 1976年度 第50回キネマ旬報賞
  - 日本映画ベスト・テン9位　『さらば夏の光よ』（山根成之監督）[7]

- 1976年度 第1回報知映画賞
  - 主演女優賞 秋吉久美子[8]（『挽歌』『さらば夏の光よ』『あにいもうと』など）[9]
- 1976年度 第19回ブルーリボン賞[9][10]
  - 監督賞 山根成之 『さらば夏の光よ』『パーマネント・ブルー 真夏の恋』
  - 主演女優賞 秋吉久美子 『さらば夏の光よ』『あにいもうと』